# Muntanyesa puntejada pirinenca
La muntanyesa puntejada pirinenca (Erebia sthennyo) és una espècie de lepidòpter papilionoïdeu de la família dels nimfàlids (Nymphalidae) present als Països Catalans.

## Taxonomia
El reconeixement d'aquest tàxon com a espècie està sotmès a debat i alguns autors la tracten com a subespècie de la muntanyesa puntejada (Erebia pandrose) per l'existència d'individus amb caràcters intermedis als Alps, fet que podria indicar la manca d'isolament reproductor. Tot i això, s'han trobat diferències genètiques i morfològiques constants entre ambdós tàxons, i les seves distribucions són al·lopàtriques, tot i que existeixen observacions que indicarien contacte a l'Arieja.

## Distribució
Espècie endèmica dels Pirineus centrals, on és present des d'aproximadament el Portalet fins al Port de Salau i Andorra. A Catalunya sembla que només es troba a les muntanyes elevades que envolten la Vall d'Aran.

## Descripció
Envergadura alar d'entre 33 i 43 mm.
Sense dimorfisme sexual. Anvers de color bru fosc amb una banda taronja difuminada a la part exterior de l'ala anterior que conté quatre punts negres. L'anvers de l'ala posterior presenta un mínim de tres punts negres a la part exterior envoltats de taques taronges. Revers de l'ala anterior semblant a l'anvers, però amb el marge grisós. Revers de l'ala posterior de color gris clar, amb una fina línia més fosca, poc visible o, de vegades, fins i tot absent. També pot presentar petits punts negres a la part exterior.

## Hàbitat
Vessants herbosos amb presència de roques. Rang altitudinal per damunt dels 1800 m. L'eruga s'alimenta de diverses gramínies, com ara Festuca, Nardus o Sesleria.

## Període de vol i hibernació
Vola en una única generació entre finals de juny i principi d'agost. Hiberna com a eruga.